# Osmia odontogaster
Osmia odontogaster är en biart som beskrevs av Cockerell 1897. Osmia odontogaster ingår i släktet murarbin, och familjen buksamlarbin. Inga underarter finns listade i Catalogue of Life.